# Christine Nesbitt
Christine Nesbitt (n. 17 mai 1985, Melbourne, Victoria, Australia) este o sportivă ce a reprezentat Canada, medaliată olimpică. A participat la 3 ediții ale Jocurilor Olimpice (2006, 2010, 2014) în care a câștigat o medalie de aur și o medalie de argint.